# 프랑스 방위사업청

프랑스 방위사업청 상징

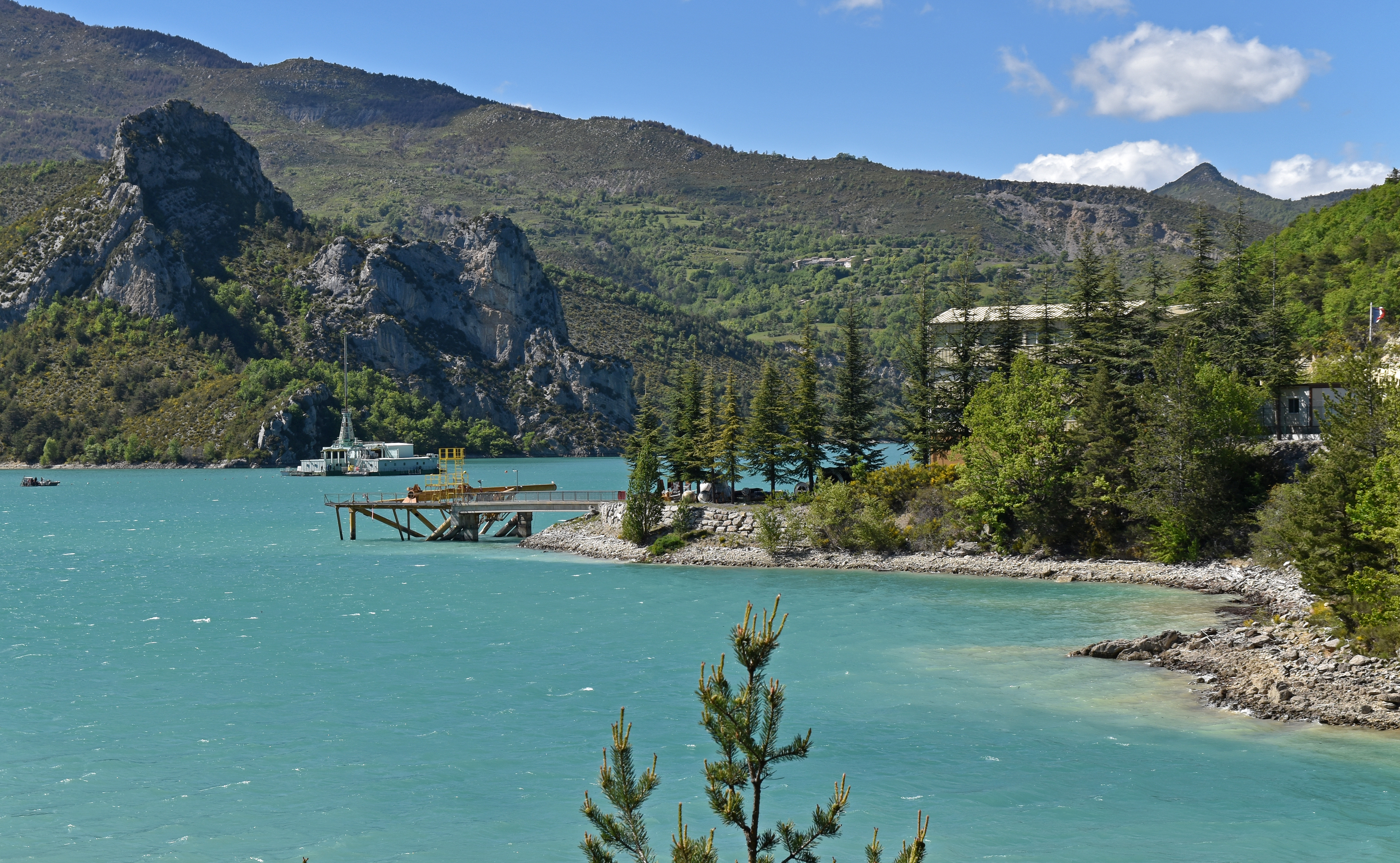
프랑스 방위사업청 본부

프랑스 방위사업청(DGA, Direction générale de l'armement)은 프랑스 국방부 산하의 무기획득을 주관하는 부서이다. 병기본부라고도 번역한다.

## 역사
2005년 5월 9일, 프랑스에서 군의 무기 획득 및 방산업무를 총괄하는 병기본부(DGA)의 프랑수아 뤼로(62) 본부장이 방한했다. 프랑스 병기본부는 무기획득 사업 전체를 준비하고 구상,실행하는 부서로 내년 1월 출범할 한국의 방위사업청과 같은 성격의 기구다. 뤼로 본부장의 방한은 국방부가 최근 프랑스식 국방개혁의 방법과 절차 등을 벤치마킹하겠다고 밝힌 바 있어 주목되고 있다. 9일 방한한 그는 10일 윤광웅 국방부 장관을 예방하고 프랑스식 국방개혁에 대해 설명했다.
프랑스 방위사업청을 본따서 2006년 1월 1일 대한민국 방위사업청을 창설했다. 그러나 프랑스처럼 국방부 산하 조직은 아니다. 프랑스 국방부 산하 프랑스 병기본부는 1만8000여 명의 인원이 병기 장교와 민간 전문 엔지니어 등 획득전문가들로 구성돼 있지만 대한민국 방위사업청은 전문가를 채용하지 않았다.